# Pravi lan
Pravi lan (latinski: Linum usitatissimum) jednogodišnja je ili dvogodišnja zeljasta biljka s kratkim vretenastim korijenom. 
Lan (vlakno) je stabljično vlakno koje se dobiva iz biljke lan iz roda Linum usitatissimum. Uzgaja se u krajevima umjerene klime, a najviše u Europi. 

## Opis biljke
Stabljika je visoka (30–80 cm), uspravna, okrugla, bez dlaka, obrasla listovima, u gornjem dijelu je granata. Listovi su naizmjenično raspoređeni, lancetasti, dugački 2–3 cm, široki 2–4 mm, bez dlaka, zeleni ili sivozeleni. Liska je zašiljenog vrha, s osnovom suženom u dršku. Cvjetovi su na vrhu stabljike na dugačkim drškama, nalaze se u cimoznim cvatovima. Čašica i krunica su od po pet listića, krunični svjetloplavi, ružičasti ili ljubičasti, na vrhu zaobljeni, a prema osnovi klinasto suženi i žućkasti. Plod je loptasta čahura s mnogo sjemena, 6–8 mm dugačka. Sjeme je do 5 mm dugo, do 2 mm široko, spljošteno, s jedne strane zaobljeno, s druge suženo. Svjetlosmeđe je boje, sluzavog i uljastog ukusa kada se zagrize, bez mirisa. Cvjeta od lipnja do kolovoza.
Samoniklo raste u poljima, pored puteva, po obodu šume; česta je biljka, rasprostranjena od ravničarskih do alpskih područja. Lan se uzgaja na plodnom tlu u području umjerene klime, traži dosta vode.
Lan se kosi ili čupa, a sjeme se odvaja mlaćenjem. Masno ulje dobiva se cijeđenjem zrelog sjemena. Sjeme, kada se dugo i nepropisno čuva, izgubi klijavost i može biti otrovno.

## Upotreba
Sjeme lana je jedno od najvažnijih izvora sušivih ulja. Postoje podaci, da se lan u tu svrhu uzgajao još prije 6 000 godina. Sadržaj ulja u sjemenu je od 32% do 43%. Laneno ulje se uglavnom koristi za proizvodnju boja, lakova, mekih sapuna i tiskarskih boja. Suvremene sintetičke podne podloge izrađuju se od plastičnih polimera od kojih se mnogi i danas dobivaju iz sjemenki lana. Laneno ulje koristi se za izradu nekih farmaceutskih preparata. Osim što je najbolji izvor omega-3 masnih kiselina, laneno ulje je i dobar izvor omega-6 masne kiseline, odnosno linolne kiseline. Laneno sjeme je laksativ. Lanenim sjemenom crijeva se "navikavaju na točnost", a ne stvara se navika niti oštećuje crijeva. Sjeme nabubri čime povećava obujam crijeva, raširi ga i pospješuje peristaltiku. Ostaci poslije cijeđenja ulja koriste se kao stočna hrana bogata bjelančevinama.
Lan se komercijalno, radi sjemena, uzgaja uglavnom u Argentini, Ukrajini, Francuskoj, Bangladešu, Etiopiji, Rusiji, Indiji, Kini, Kanadi i u SAD-u. Rusija je najveći proizvođač lanenih tekstilnih vlakana sa 70% učešća u svjetskom tržištu.
Lanena vlakna su izuzetno jaka, čvrsta i rastezljiva. Upotrebljavaju se za izradu lanenog sukna, konca, grubog platna, kvalitetnog papira, izolacijskih materijala.

## Povijest
Lan je nekada bio najvažnija tekstilna biljka, a sada je po značenju iza pamuka. Porijeklo lana nije sasvim jasno, jer je poznat kao kulturna biljka još od prapovijesti. Stari Egipćani su nosili odjeću od lana, uvijali mumije u laneno platno, a slike biljke lana mogu se vidjeti na zidovima u grobnicama. Stari Grci su uvozili lan davno prije pojave kršćanstva.